# Фондова біржа Молдови
Фондова біржа Молдови (рум. Bursa de Valori a Moldovei) — фондова біржа, яка розташована в Кишиневі.

## Історія
Біржа була заснована в грудні 1994 року відповідно до Закону про обіг цінних паперах і фондових біржах. У створенні фондової біржі взяли участь 34 засновники - професійні учасники ринку цінних паперів. Перші торги були проведені 26 червня 1995 року, який вважався «днем народження» Молдавської фондової біржі.
З травня 1995 року BVM є активним членом Федерації євро-азійських фондових бірж (FEAS), створеної в 1995 році за ініціативою Стамбульської фондової біржі.
З липня 2008 року BVM є частиною Міжнародної фондової біржової асоціації СНД, асоціації, заснованої в Москві в 2000 році з метою координації зусиль з розвитку фінансових ринків у кожній державі відповідно до міжнародних стандартів.

## Структура
Вищим органом управління фондової біржі є Загальні збори акціонерів. У період між загальними зборами регульоване та ефективне адміністрування фондової біржі здійснюється Радою фондової біржі, що складається з 18 осіб, обраних строком на чотири роки. Контроль за господарсько-фінансовою діяльністю BVM здійснює Цензурна комісія фондової біржі, яка підпорядковується лише загальним зборам акціонерів. Ефективне досягнення цілей Біржі забезпечується Президентом Біржі. Діяльність фондової біржі здійснюється безпосередньо її департаментами, вони виконують чітко визначені функції на основі власних нормативних актів щодо організації та функціонування, затверджених Президентом фондової біржі. В даний час на фондовій біржі працюють такі відділи:
- Відділ лістингу, маркетингу та котирувань
- Відділ клірингу та розрахунків
- Відділ нагляду за ринком
- Відділ електронних систем

## Лістинг на біржі
Станом на 2 травня 2010 року лістинг на біржі мають акції 13 компаній  :
1. Banca de Economii
2. Efes Vitanta Moldova Brewery
3. Ipteh
4. Moldindconbank
5. Moldova Agroindbank
6. Mobiasbanca - Groupe Société Générale
7. Victoriabank
8. Banca Sociala
9. Universcom
10. Basarabia Nord
11. DAAC Hermes
12. Floarea Soarelui
13. Supraten